# 俄伊战争 (1722年—1723年)
俄伊战争（1722－1723），又被俄国史学界称作彼得大帝的波斯战役（Persian campaign of Peter the Great），是俄罗斯帝国和伊朗萨菲王朝之间发生的一场战争。俄国在这场战争中取得了胜利，同萨菲王朝签订了圣彼得堡条约 (1723)，萨菲王朝割让北高加索、南高加索与北伊朗地区，包括傑爾賓特（南达吉斯坦州）、巴库及其附近城市和吉蘭省、希爾凡、馬贊德蘭省、戈尔甘四个省份给俄国。
被割让的省份在战争结束9至12年后，随着1732年Resht条约和1735年Ganja条约的签订归还给了伊朗。

## 战役
在战争爆发之前，俄国名义上的边界是捷列克河，在其南方，达吉斯坦汗国是波斯名义上的封臣。战争爆发的最终原因是俄国扩张到东南部的野心和波斯的暂时性混乱。1721年，列茲金人在萨菲治下的伊朗城市沙馬基发动叛乱，并劫掠了该城，杀死了许多居民，死亡居民中包括几个俄国商人。时任俄国驻萨菲大使的Artemy Volynsky向彼得大帝报告了叛乱对俄国商人造成的巨大损失。该报告指出，该起事件明显违反了1717年俄国-伊朗贸易条约，萨菲方面在该条约中保证保护在其国土上进行贸易的俄国国民。当时萨菲王朝处于混乱之中，萨菲王朝的统治者也不可能保证贸易条约的执行，Artemy Volynsky便向彼得大帝建议利用这种局面，以恢复秩序为借口向当时还是俄国盟友的萨菲王朝开战。后来彼得大帝便以对沙馬基的商人的袭击作为发动战争的借口之一。在1714-1720年间，几个俄国水手测绘了里海的地图。在1722年7月15日，彼得发表了几种当地语言的宣言，证明侵害是由迪米特里坎泰米尔计划的。彼得征募了22,000位步兵、9,000位骑兵和70,000人的哥薩克、鞑靼人与卡尔梅克人。为了运输这些士兵，他在阿斯特拉罕成立了里海舰队，运送步兵和火炮到苏拉克河口，而骑兵则通过陆地从伏尔加格勒前往莫兹多克。
船队于1722年7月27日抵达苏拉克的港口，彼得在四名船员的帮助下上岸，在那里他得知了一些骑兵被车臣击败在Enderey，首战失利。作为回应，他派遣一支卡尔梅克部队进行报复性远征。8月23日，在不战而下数城之后，他成功攻下了杰尔宾特，一个沿海平原上的狭窄点，长期以来被认为是北波斯的门户。由于补给船队遭受到了风暴袭击，大部分的补给丢失。由于在整个季节都不可能得到充足的补给，他在杰尔宾特留下了强大的驻军，回到捷列克河，乘船到阿斯特拉罕，于12月13日抵达莫斯科。
卡尔特利王国（格鲁吉亚中部）的Vakhtang VI是波斯的一个附庸，并曾被俘虏七年。